# María Salguero Bañuelos
María Salguero Bañuelos (Ciudad de México, 7 de septiembre de 1978) es una feminista, investigadora, científica de datos, especialista en Feminicidio y violencia armada contra las mujeres.
Recibió la Medalla Hermila Galindo que entrega el Congreso de la Ciudad de México por su contribución en la investigación científica a favor de las mujeres. En el año 2023 fue reconocida con la Presea al Poderío de las Mujeres Sonorenses en la categoría de Ciencias que otorga el Congreso del Estado de Sonora.

## Biografía
Estudió geofísica en la Escuela Superior de Ingeniería y Arquitectura del Instituto Politécnico Nacional.

## Activismo
En 2013 creó el primer documento hemerográfico conocido como Mapa de Desaparecidos, proyecto colaborativo con otras investigadoras y activistas mexicanas.
Ha trabajado como activista en temas de derechos humanos, en específico con familiares de desapariciones forzadas, el incendio de la Guardería ABC y feminicidios.

### Mapa de feminicidios en México
En 2016 comenzó el Mapa de feminicidios en México, el cual realizó como un trabajo voluntario para recopilar datos de los casos de feminicidio en el país a través de un registro de cartografía. Fue realizado por medio de boletines oficiales de las procuradurías de justicia locales y los casos expuestos en medios de comunicación en la sección de “nota roja”.
El registro de feminicidios en el mapa utiliza los siguientes patrones para llenar una base de datos: nombre, modo en que ocurrieron los asesinatos, edad, estado y la relación de la víctima con el asesino.
Las cifras que ha obtenido a través del mapa de feminicidios difiere mucho de las cifras oficiales que ofrece el Sistema Nacional de Seguridad Pública, pues este último reportaba 315 casos de feminicidios en 2018 (hasta mayo de ese año), mientras Salguero Bañuelos había contabilizado 1,167 de enero a mayo del mismo año. Esto se debería a la falta de homologación sobre las características del feminicidio, que en ocasiones son clasificados como homicidios dolosos.
A partir de esta actividad comenzó a ser reconocida a nivel internacional por ser la creadora del Mapa de Feminicidios en México.
En el 2018, también se incorporó a la Comisión Nacional de Búsqueda de Personas Desaparecidas  (CNB) de la Secretaría de Gobernación (SEGOB). Sin Embargo Félix Santana director general de Estrategias en Derechos Humanos de la misma dependencia le pidió renunciar para incorporarse al Banavim, pero quería su trabajo gratis y ella decidió no colaborar más con el gobierno
María Salguero hace el monitoreo y mapeo, así como análisis a partir de ello de todo el país, mientras que Sonia Madrigal de "La muerte sale por el oriente" se concentra en el mismo trabajo pero en el Estado de México (concretamente Neza), Ivonne Ramírez de "Ellas Tienen Nombre" hace lo propio en Ciudad Juárez y Helena Suárez Val trabaja en Feminicidio Uruguay.
En marzo de 2021 el Instituto Belisario Domínguez del Senado de México publicó en su revista Publicidad y Consenso en su edición número 47 , un artículo escrito por María Salguero titulado Feminicidio en el Confinamiento.

“La desaparición es el preámbulo de un feminicidio”
María Salguero

## Trayectoria Profesional
En noviembre del 2020 se integra a la FJGE de Sonora para implentar la unidad de análisis y contexto de casos de violencia de alto riesgo.

## Reconocimientos
El 18 de mayo  de 2023 el Congreso de la Ciudad de México le otorgó la medalla Hermila Galindo por su contribución en la investigación científica a favor de las mujeres.
Fue incluida en la lista de las Mujeres Líderes del periódico El Universal en el año 2020, también fue reconocida en 2019 y 2020 por la Revista Forbes como una de las 100 mujeres más poderosas de México.
El mapa realizado por Salguero ha sido reconocido por ONU Mujeres, el Senado de la república y se ha convertido en una herramienta periodística y de investigación para comparar las cifras que ofrece el Estado.
El 15 de octubre de 2019, fue reconocida por la creación del Mapa Nacional de Feminicidios en México en el Women Economic Forum